# Thymelaea aucheri
Thymelaea aucheri är en tibastväxtart som beskrevs av Carl Daniel Friedrich Meisner. Thymelaea aucheri ingår i släktet sparvörter, och familjen tibastväxter. Inga underarter finns listade i Catalogue of Life.